# Björgvinsdóttir
Björgvinsdóttir ist ein weiblicher isländischer Name.

## Herkunft und Bedeutung
Der Name ist ein Patronym und bedeutet Björgvins Tochter. Die männliche Entsprechung ist Björgvinsson (Björgvins Sohn).

## Namensträgerinnen
- Bryndís Björgvinsdóttir (* 1982), isländische Schriftstellerin
- Edda Björgvinsdóttir (* 1952), isländische Schauspielerin
- Kristín Sif Björgvinsdóttir (* 1983), isländische Boxerin und Radiomoderatorin
- Svala Björgvinsdóttir (* 1977), isländische Sängerin